# Chip Vaughn
Clarence B. "Chip" Vaughn (26 de outubro de 1985, Goldsboro, Carolina do Norte) é um jogador de futebol americano que atua na posição de safety na National Football League. Vaughn foi draftado pelo New Orleans Saints na quarta rodada do Draft de 2010 da NFL, e foi campeão do Super Bowl XLIV com os Saints. Em 2010, ele atuou pelo Indianapolis Colts. Vaughn jogou futebol americano universitário pela Wake Forest University.